# Skalský potok (přítok Blanice)
Skalský potok je levostranný přítok řeky Blanice v okresech Strakonice a Písek v Jihočeském kraji. Délka toku činí 11,7 km. Plocha povodí měří 33,9 km².

## Průběh toku
Potok pramení v Bavorovské vrchovině na východním svahu Knížecího kamene (629 m n. m.), 1 km jižně od Drahonic v nadmořské výšce 482 m. Ústí u Skal do ramene Blanice, které se nazývá Malá Blanice a do hlavního toku řeky Blanice se vlévá u obce Heřmaň.

### Větší přítoky
- pravé – Radanský potok
- levé – Trávnický potok

## Vodní režim
Průměrný průtok Skalského potoka u ústí činí 0,05 m³/s.

## Využití
Jeho tok propojuje soustavu rybníků. Jmenovitě jsou to rybníky Horní a Dolní mlýnský, Albrechtický, Babka, Bejšovec, Sirotčí, Korytný, Žebrák, Kunšovský, Zástavný, Rolejšek, Humňanský, Prostřední a Tvrzský.